# Colias tibetana
Colias tibetana är en fjärilsart som beskrevs av Riley 1922. Colias tibetana ingår i släktet Colias och familjen vitfjärilar. Inga underarter finns listade i Catalogue of Life.